# Зотов, Евгений Николаевич
Евгений Николаевич Зотов (1918—1999) — советский хозяйственный, государственный и политический деятель.

## Биография
Родился в 1918 году в Миллерове. Член КПСС.
Участник Великой Отечественной войны. С 1946 года — на хозяйственной, общественной и политической работе. В 1946—1980 гг. — м.н.с. Грозненского нефтяного научно-исследовательского института, освобождённый секретарь партийной организации института, второй секретарь Заводского райкома партии Грозного, второй секретарь Грозненского горкома КПСС, заведующий промышленно-транспортным отделом Чечено-Ингушского обкома КПСС, первый секретарь Грозненского горкома партии, зав. сектором отдела тяжёлой промышленности отдела ЦК КПСС, помощник зав. отдела тяжёлой промышленности ЦК КПСС, референт секретаря ЦК КПСС.
Избирался депутатом Верховного Совета РСФСР 5-го созыва.
Умер в 1999 году.